# L'Étranger amoureux
Pour plus de détails, voir Fiche technique et Distribution.
L'Étranger amoureux (The Passionate Stranger) est un film britannique réalisé par Muriel Box, sorti en 1957.

## Synopsis
Après avoir lu un roman érotique, un chauffeur commence à imaginer toute sorte de choses sur sa patronne.

## Fiche technique
- Titre original : The Passionate Stranger
- Titre français : L'Étranger amoureux
- Réalisation : Muriel Box
- Scénario : Muriel Box et Sydney Box
- Photographie : Otto Heller
- Musique : Humphrey Searle
- Pays d'origine : Royaume-Uni
- Format : Noir et blanc - 1,37:1 - Mono
- Genre : comédie
- Date de sortie : 1957

## Distribution
- Ralph Richardson : Roger Wynter / Sir Clement
- Margaret Leighton : Judith Wynter / Leonie Hathaway
- Patricia Dainton : Emily / Betty
- Carlo Giustini : Carlo / Mario
- Ada Reeve : Old Woman
- Andree Melly : Marla
- Frederick Piper : Mr. Poldy
- Michael Shepley : Miles Easter
- Thorley Walters : Jimmy
- George Woodbridge : 1st Landlord
- Allan Cuthbertson : Dr. Stevenson
- Marjorie Rhodes : Mrs. Poldy
- Megs Jenkins : Millie